# Partito Socialdemocratico dei Lavoratori (Germania)
Il Partito Socialdemocratico dei Lavoratori (in tedesco: Sozialdemokratische Arbeiterpartei - SDAP) è stato uno dei numerosi partiti precursori del Partito socialdemocratico tedesco (SPD). Fu fondato ad Eisenach l'8 agosto 1869 su iniziativa fondamentalmente di August Bebel e Wilhelm Liebknecht e proseguì la sua attività fino alla fusione con l'Associazione Generale dei Lavoratori Tedeschi (ADAV) per formare il Partito Socialista dei Lavoratori (SAPD) al Congresso di unificazione dei partiti a Gotha alla fine di maggio 1875.

## Congresso fondativo del Partito e programma di Eisenach
Lo SDAP nacque dal Partito Popolare Sassone, che esisteva dal 1866, dalla Conferenza delle associazioni operaie tedesche (in tedesco: Vereinstag Deutscher Arbeitervereine) e da ex membri dell'ADAV. Il congresso di fondazione del partito riunì 262 delegati e altri 110 sostenitori del presidente in carica dell'ADAV Johann Baptist von Schweitzer. L'ordine del giorno verteva sul programma e sull'organizzazione (relatore August Bebel), sul rapporto con l'Associazione Internazionale dei Lavoratori (IAA), sull'organo del partito e sulla questione sindacale.
Nel documento di Eisenach, l'organizzazione sosteneva una linea politica allineata al marxismo. La lotta per la liberazione delle classi lavoratrici non doveva essere intesa come una lotta per i privilegi e le prerogative di classe, ma per l'uguaglianza dei diritti e dei doveri e per l'abolizione del dominio di classe. Il Partito Operaio Socialdemocratico si impegnava quindi, pur osteggiando il modo di produzione, per la piena tutela del reddito da lavoro di ogni lavoratore e per la creazione dello Stato Popolare Libero. Il nuovo partito si considerava esplicitamente un ramo dell'IAA. Inoltre, il programma di Eisenach chiedeva il suffragio uguale, diretto e segreto, la concessione di sufficienti indennità parlamentari, la partecipazione diretta del popolo alla formazione delle leggi, l'introduzione di una milizia al posto dell'esercito permanente, la separazione tra Stato e Chiesa, l'abolizione di tutte le imposte indirette, la libertà di coalizione, di associazione e di stampa, la giornata lavorativa nominale, la limitazione del lavoro femminile e il divieto del lavoro minorile, nonché il sostegno statale alle cooperative. In termini di politica corrente, il partito si rivoltò contro le tendenze monarchiche dominate dalla Prussia nella Confederazione Tedesca del Nord, la precorritrice dell'Impero tedesco fondato nel 1871. Tra l'ADAV e lo SDAP erano certamente presenti delle divergenze ideologiche su alcuni punti specifici, ma fu la questione nazionale a condurre al conflitto i due partiti. Lo SDAP si schierava per la Grande Germania e con gli antiprussiani, mentre l'ADAV professava la soluzione Piccolo Tedesca sotto la guida prussiana.
La leadership del partito era formata da un comitato di cinque membri. Questo era composto dai membri della "periferia" (con sede a Braunschweig). Inoltre, esisteva un comitato di controllo con sede ad Amburgo. Il comitato (tra i suoi membri figurava anche Wilhelm Bracke) era controllato dal congresso del partito, che si riuniva una volta all'anno e doveva anche decidere la rispettiva periferia. L'organizzazione stessa si basava sul sistema degli uomini di fiducia.
Il giornale di partito dello SDAP era il Demokratisches Wochenblatt, che era stato rilevato dall'Associazione dei Sindacati dei Lavoratori (in tedesco: Vereinstag der Arbeitervereine). Dall'ottobre 1869 uscì tre volte alla settimana con il titolo Der Volksstaat.
Strettamente legate al partito erano le Cooperative Sindacali Internazionali (in tedesco: Internationale Gewerksgenossenschaften), fondate nel 1868. Queste erano in concorrenza con l'Associazione Generale dei Lavoratori Tedeschi (in tedesco: Allgemeiner Deutscher Arbeiterschaftsverband) in seno all'ADAV.

## Sviluppo e posizioni
Il primo congresso ordinario del nuovo partito si svolse a Stoccarda nel 1870. Erano presenti 66 delegati in rappresentanza di circa 11.000 membri. Si discusse dei movimenti sindacali e cooperativi, della posizione politica del partito e della questione fondiaria. Una questione centrale fu il dibattito sulla partecipazione alle elezioni del Reichstag. In linea di principio, il Parlamento doveva essere utilizzato come tribuna per la presentazione delle posizioni di classe. Durante il congresso, i membri bavaresi dell'ADAV aderirono al partito.
La netta separazione del movimento operaio socialdemocratico dal movimento democratico e repubblicano borghese non era affatto incontrastata all'interno del nuovo partito. Il dibattito spinse August Bebel a scrivere il manifesto "I nostri obiettivi" (in tedesco: Unsere Ziele) nel 1869 dove chiarì che intendeva per classe operaia non solo gli operai dell'industria, ma anche gli artigiani, i piccoli agricoltori, i lavoratori intellettuali, gli scrittori, gli insegnanti delle scuole elementari ed i dipendenti pubblici di basso livello. Bebel ha espresso riserve sul modo concreto (rivoluzione o riforma) per raggiungere gli obiettivi politici, anche nei confronti delle autorità. Riteneva di scarso aiuto anche le speculazioni sul nuovo ordine sociale, soprattutto perché "le esigenze del futuro nascono in modo del tutto naturale dalla critica della situazione esistente" e tali sistemi intellettuali "causavano divergenze di opinione che si risolvono in modo del tutto naturale nel momento in cui è necessario intervenire concretamente, perché allora le circostanze del momento descrivono il modo naturale".
La guerra franco-prussiana del 1870/71 portò a una prima crisi all'interno dello SDAP. I deputati August Bebel e Wilhelm Liebknecht (eletti ancora come candidati del Partito popolare sassone) si astennero dal votare sulla questione dei titoli di guerra nel Reichstag della Germania del Nord, mentre i deputati dell'ADAV e Friedrich Wilhelm Fritzsche votarono contro. In questo modo si giunse allo scontro nel Comitato del Partito di Brunswick, che sosteneva i crediti in quanto riteneva la Germania innocente rispetto allo scoppio della guerra. A Karl Marx fu chiesto di mediare tra i due punti di vista. In questo contesto, Marx esortò il partito a opporsi alla prevista annessione dell'Alsazia-Lorena, in quanto avrebbe portato ulteriori guerre con Francia e Russia. Il Comitato di Brunswick, dopo la vittoria nella battaglia di Sedan, appoggiò esplicitamente questa posizione e nel Manifesto di Brunswick chiese un'immediata pace onorevole con la Francia. Di conseguenza, i membri del Comitato furono arrestati e rinchiusi in una fortezza al confine russo-tedesco. Anche Johann Jacoby fu imprigionato a causa di dichiarazioni simili. Nella seduta del Reichstag del 28 novembre 1870 tutti i deputati socialdemocratici votarono contro ulteriori crediti di guerra poiché gli obiettivi bellici originari erano stati raggiungi con la cattura di Napoleone III. Di conseguenza, Bebel e Liebknecht, tra gli altri, furono arrestati, accusati di alto tradimento e tenuti in detenzione preventiva fino alla fine del marzo 1871. Tuttavia il processo davanti al tribunale di Lipsia si svolse solo nel 1872 e si concluse con la condanna di Liebknecht e Bebel a diversi mesi di carcere e con la revoca del mandato di Bebel al Reichstag. Nelle elezioni suppletive che si resero necessarie, tuttavia, Bebel riuscì a riconquistare il seggio parlamentare.
Nelle prime elezioni del Reichstag nell'impero tedesco il 3 marzo 1871 solo Reinhold Schraps e August Bebel riuscirono a conservare i loro mandati. Lo SDAP ottenne solo 40.000 voti, di cui oltre 30.000 provenivano dalla Sassonia. Il 25 maggio 1971 al Reichstag Bebel difese la Comune di Parigi affermando che il proletariato europeo guardava a Parigi con speranza. Queste dichiarazioni rafforzarono la diffidenza nei confronti dello SDAP, soprattutto da parte del cancelliere del Reich Otto von Bismarck.
Al congresso dello SDAP tenutosi a Dresda nell'agosto 1871 erano presenti 56 delegati provenienti da 81 località, in rappresentanza di circa 6.250 membri del partito. Si decise di spostare la sede del Comitato del Partito ad Amburgo e quella della Commissione di controllo a Berlino.
Il quarto congresso si svolse nel 1872. Benché Friedrich Engels avesse in precedenza criticato le tendenze lasalliane, il Congresso adottò un atteggiamento conciliante nei confronti dell'ADAV, in quanto era l'unico alleato dello SDAP. La sede della Commissione di Controllo divenne Breslau, mentre il Comitato rimase ad Amburgo. Tuttavia , a causa dell'atteggiamento negativo dell'ADAV nei confronti della nomina congiunta dei candidati al Reichstag, il successivo congresso del 1873 si espresse nuovamente contro i negoziati di unificazione, affermando, inoltre che le elezioni del Reichstag dovevano servire principalmente come mezzo di agitazione e come pietra di paragone per i propri principi. L'organizzazione contava ormai circa 9.200 membri in 130 località.
Durante la campagna elettorale del Reichstag del 1874, il giornale dell'ADAV - Der Neue Social-Demokratie - dichiarò che avrebbe cessato le polemiche contro il partito concorrente. Inoltre, il Comitato esecutivo decise di votare per i candidati dello SDAP al ballottaggio. Entrambi i partiti ottennero insieme il 6,8% dei voti e conquistarono 9 seggi, di questi 6 furono assegnati allo SDAP e 3 all'ADAV.
A partire dal 1874 si intensificarono le misure delle autorità contro entrambi i partiti operai. Vennero vietate le riunioni, il deputato del Reichstag Johann Most fu condannato al carcere ed a Monaco lo SDAP fu dichiarato illegale in quanto, secondo le motivazioni, minacciava le basi religiose4 e sociali dello Stato.

## Unione con l'ADAV
Le misure antisocialiste dei governi rafforzarono, infine, gli sforzi di unificazione dei due partiti. Il congresso dello SDAP, tenutosi a Coburgo nel 1874, non si mostrò contrario all'unificazione, nonostante i nuovi conflitti con l'ADAV. Anche un incontro tra Karl Marx e Wilhelm Liebknecht, Wilhelm Blos e altri a Lipsia nel settembre 1874 servì a questo scopo. I negoziati concreti iniziarono in ottobre. Nel gennaio 1875 il presidente dell'ADAV, Wilhelm Hasenclever, si espresse in linea di principio a favore dell'unificazione, ma chiese, anche, che le posizioni di Ferdinand Lassalle fossero incluse in un programma di partito congiunto. Sostenne, inoltre, un'organizzazione centralizzata.
A metà febbraio 1875, 16 membri di entrambi i partiti elaborarono un programma e uno statuto organizzativo a Gotha. Qualche tempo dopo, i comitati esecutivi di entrambi i partiti convocarono per maggio un congresso di unificazione dei partiti. Allo stesso tempo, le misure antisocialiste raggiunsero un nuovo picco. Il procuratore di Berlino von Tessendorff dichiarò: "Distruggiamo l'organizzazione socialista e non ci sarà più un partito socialista". Di conseguenza, i due partiti furono banditi in Prussia e nella maggior parte degli altri Stati.
Alla conferenza del partito di Gotha nel 1875, il Partito Socialdemocratico dei Lavoratori si unì all'Associazione Generale dei Lavoratori Tedeschi, sotto il suo ultimo presidente Wilhelm Hasenclever, per formare il Partito Socialista dei Lavoratori di Germania (SAP), che infine si ribattezzò SPD nel 1890, dopo l'abrogazione delle repressive leggi antisocialiste in vigore dal 1878 al 1890.

## Presidenza
| Nome                                                                                                 | Mandato                                         | Osservazioni                                    |
| Partito Socialdemocratico dei Lavoratori (SDAP)                                                      | Partito Socialdemocratico dei Lavoratori (SDAP) | Partito Socialdemocratico dei Lavoratori (SDAP) |
| --- | ----------------------------------------------- | ----------------------------------------------- |
| August Bebel Leonard von Bonhorst William Bracke Johann Heinrich Ehlers Friedrich NeidelSamuel Spier | 1869-1870                                       |                                                 |
| Karl Kühn Samuel Spier                                                                               | 1870-1871                                       |                                                 |
| G. A. Müller Theodor Külbel                                                                          | 1871-1872                                       |                                                 |
| Eduard Prey Friedrich Lenz                                                                           | 1872-1873                                       |                                                 |
| Rudolf Praast Theodor Külbel                                                                         | 1873-1874                                       |                                                 |
| Paul Martienssen Ferdinand Fischer                                                                   | 1874-1875                                       |                                                 |